# Andreas Kalvos

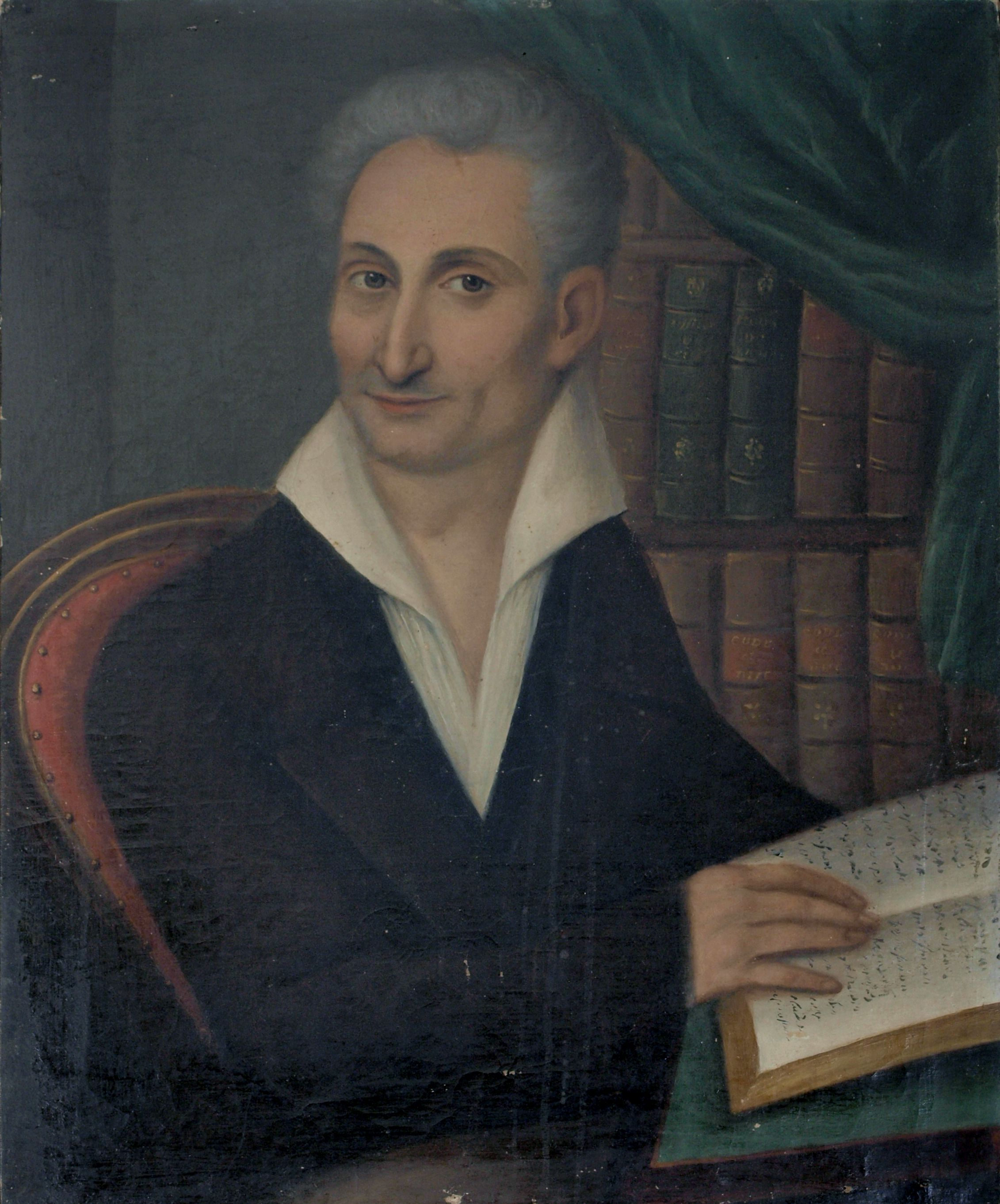
Ritratto di Andrea Kalvo

Andreas Kalvos (in greco Ανδρέας Κάλβος) (Zante, aprile 1792 – Louth, 3 novembre 1869) è stato un poeta greco, uno dei maggiori nel XIX secolo.

## Biografia
Nato sull’isola di Zante, Kalvos si trasferì nel 1802 a Livorno con il padre. In questa città, allora animata da fermenti culturali e patriottici, il giovane poeta imparò la lingua e la cultura italiana, venendo a contatto con le idee di unità nazionale che stavano emergendo sia in Italia che in Grecia.
Nel 1812 si recò a Firenze con il desiderio di conoscere Ugo Foscolo, il cui stile e impegno patriottico ammirava profondamente, e ne divenne segretario. L’incontro con Foscolo fu determinante per la sua formazione: divenne il suo maestro, introducendolo al neoclassicismo, ai modelli arcaici e al liberalismo politico.

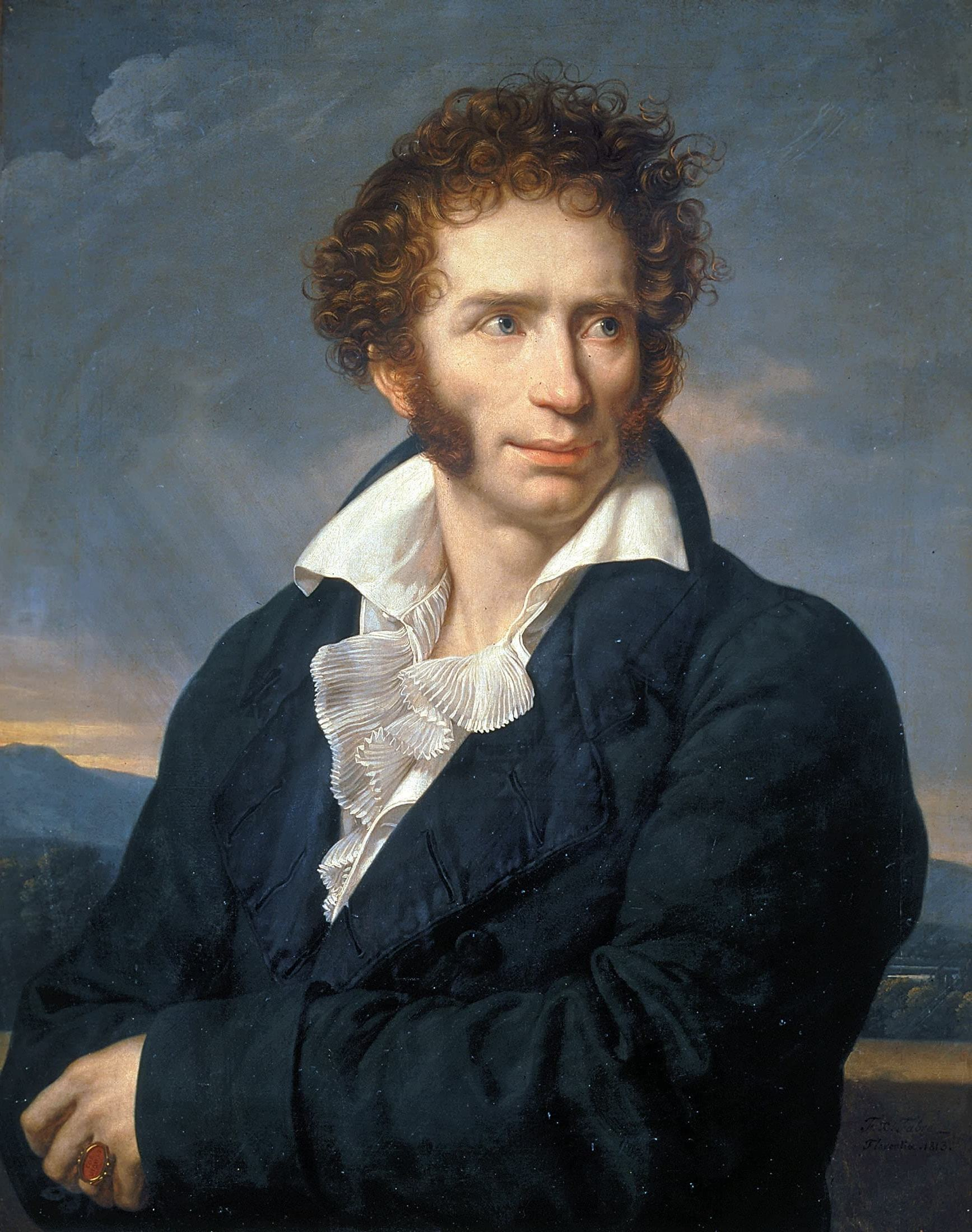
Ugo Foscolo

Nel 1816 seguì il Foscolo a Londra, ma nel 1817, dopo la rottura dell'amicizia, le loro strade si separarono. Visse a Parigi (da dove fu espulso per Carbonarismo) e a Ginevra, prima di tornare in Grecia, e per finire si stabilì in Inghilterra, dove si sposò, lavorò come insegnante e morì. Scrisse in italiano e in greco.
Le tematiche principali presenti nelle sue opere, pervase da pathos e purezza stilistica, sono l'aggressività degli Ottomani, i Greci difensori della cristianità, gli eroismi, i sacrifici, la patria, il valore celebrativo della poesia.
Come Foscolo, iniziato nella loggia Reale Amalia Augusta di Brescia, Kalvos fu massone, iniziato durante il suo esilio a Ginevra nel 1823, nella loggia Les Amis Sincères, fondata nel 1806 da Filippo Buonarroti.

## Il ritratto smarrito
Le poesie di Kalvos, trovarono molti studiosi appassionati che, per 150 anni, cercarono di trovare il ritratto di colui che le compose. La ricerca non ebbe frutti: non furono trovate fotografie o ritratti e, proprio questo fatto, creò un mistero sui lineamenti del suo volto. Ciononostante lungo il corso del XX secolo, non pochi artisti e poeti, tra di cui Georgios Seferis e Odysseas Elytis, entrambi premi Nobel, tentarono di dare un volto al poeta. Vennero dunque realizzate rappresentazioni immaginarie e ricostruzioni ipotetiche dell’uomo che aveva intrecciato il suo destino con la letteratura e la lotta per l’indipendenza greca .
Nel Marzo del 2025, grazie ad un’inaspettata scoperta del Professor Giorgio Andreiomenos, quel volto ha finalmente una forma reale: un ritratto autentico è stato ritrovato in una collezione privata greca, realizzato a Firenze e attribuito al periodo in cui Kalvos frequentava Ugo Foscolo . Ad avvalorarlo, tra l'altro, è il modo di vestire di Foscolo (com'è riportato sull' opera di François-Xavier Fabre, nel 1813), imitato da Kalvos (camicia aperta, senza cravatta). L'attento lavoro laboratoriale effettuato dal Prof. Anastasios Koutsouris della Facoltà di Restauro di Atene, ha portato alla luce delle particolarità: parole in Greco scritte sulle pagine del codice aperto dinnanzi a Kalvo. Questo contribuisce a confermare che si tratta del ritratto affidato ad un amico di Kalvos quando costui scappò da Firenze, nel 1821, espulso per Carbonarismo.

## Opere principali
- Opere italiane: Teramene, Le Danaidi e scritti minori, Roma, Istituto per l'Europa orientale, 1938
- Due liriche di Andrea Calvos, Bari, Tip. Levante, 1955
- A. Kalvos e i suoi scritti in italiano: Ippia, Teramene, Le stagioni dell'abate Meli, Le Danaidi e Pagine sparse, Napoli, Pironti, 1960
- Odi, Palermo, Quaderni dell'Istituto di filologia greca dell'Università di Palermo, 1988
- Las Odas griegas de Andrea Kalvos: ensayo y version metrica completa, Santiago, Univ. de Chile, Centro de Estudios Bizantinos y Neohelenikos Fotios Malleros, 1988
- Elpis Patridos: Oda (1819)
- La Lyre patriotique de la Grèce - Odes d'Andreas Calvos (Λύρα - ᾨδαὶ Ἀνδρέα Κάλβου), 1824. L'edizione originale fu tradotta in francese da Stanislas Julien[7].
- Odes nouvelles (Λυρικά), 1826. L'edizione originale fut tradotta in francese da Guillaume Pauthier[8].